# Acacia dentifera
Acacia dentifera é uma espécie de leguminosa do gênero Acacia, pertencente à família Fabaceae.